# Eleições estaduais em Mato Grosso em 1970
As eleições estaduais em Mato Grosso em 1970 ocorreram em duas etapas conforme previa o Ato Institucional Número Três e assim a eleição indireta do governador José Fragelli e o vice-governador José Monteiro de Figueiredo foi em 3 de outubro e a escolha dos senadores Filinto Müller e Saldanha Derzi, seis deputados federais e dezoito estaduais ocorreu em 15 de novembro a partir de um receituário aplicado aos 22 estados e aos territórios federais do Amapá, Rondônia e Roraima.
Advogado natural de Corumbá e formado na Universidade de São Paulo em 1938, José Fragelli voltou a Campo Grande no ano seguinte e trabalhou como promotor de justiça, jornalista, professor do educandário Carlos de Carvalho e professor universitário, além de diretor e professor do Colégio Osvaldo Cruz. Sobrinho de Fernando Correia da Costa, integrou a UDN sendo eleito deputado estadual em 1947 e 1950 e deputado federal em 1954. Filiado à ARENA após o Regime Militar de 1964, presidiu o diretório municipal em Aquidauana e estava à frente do diretório estadual quando foi escolhido governador de Mato Grosso pelo presidente Emílio Garrastazu Médici em 1970 e cumpriu integralmente seu mandato.
Para vice-governador foi escolhido José Monteiro de Figueiredo, nascido em Nossa Senhora do Livramento e formado pela Faculdade de Medicina da Universidade Federal do Rio de Janeiro. De volta a Cuiabá, tornou-se conhecido ao clinicar na Santa Casa de Misericórdia e em razão disso ingressou na política via PSD elegendo-se vereador na cidade em 1947 e deputado estadual em 1950, retornando depois à medicina.

## Resultado das eleições para governador
A eleição realizada pelos membros da Assembleia Legislativa de Mato Grosso convertida em Colégio Eleitoral convocado para este fim. Foram apurados vinte votos para José Fragelli e cinco em branco.
| Candidatos a governador do estado | Candidatos a vice-governador      | Número | Coligação             | Votação | Percentual |
| --------------------------------- | --------------------------------- | ------ | --------------------- | ------- | ---------- |
| José Fragelli ARENA               | José Monteiro de Figueiredo ARENA | -      | ARENA (sem coligação) | 20      | 100%       |
| Fontes:                           |                                   |        |                       |         |            |

## Biografia dos senadores eleitos

### Filinto Müller
Nascido em Cuiabá, Filinto Müller trabalhou na Imprensa Oficial de Mato Grosso e a seguir integrou-se no 16° Batalhão dos Caçadores, sediado na capital mato-grossense, antes de sentar praça na Escola Militar do Realengo. Preso durante cinco meses sob a acusação de participar da Revolta dos 18 do Forte de Copacabana, quando estava de serviço no 1º Regimento de Artilharia Montada (1º RAM), cumpriu foi transferido para Campo Grande antes de atuar na Revolta Paulista de 1924 e exilar-se em território argentino, sendo preso ao retornar ao Brasil após três anos. Anistiado pela Revolução de 1930, foi chefe de gabinete do ministro da Guerra, general José Fernandes Leite de Castro e no ano seguinte assumiu o cargo de secretário do capitão João Alberto Lins de Barros, interventor federal em São Paulo antes de voltar à cidade do Rio de Janeiro, onde foi inspetor da Guarda Civil antes de tornar-se chefe de polícia do Distrito Federal em 1932. Efetivado no cargo no ano seguinte, nele manteve-se até 1942.
Filiado ao PSD nos meses finais do Estado Novo, passou a atuar na política de Mato Grosso. Derrotado na eleição para senador em 1945, foi vitorioso em 1947, contudo perdeu a eleição para governador em 1950. Eleito senador em 1954, disputou novamente o governo estadual em 1960, colhendo mais uma derrota. Vitorioso na eleição para senador em 1962, alinhou-se ao Regime Militar de 1964 e renovou o mandato em 1970. Durante o Governo Emílio Médici, ascendeu à presidência nacional da ARENA, além de presidir o Senado Federal e o Congresso Nacional. Faleceu em 11 de julho de 1973, vítima de um acidente aéreo no Aeroporto de Orly em Paris.

### Saldanha Derzi
Natural de Ponta Porã, o médico Saldanha Derzi diplomou-se em 1939 pela Faculdade de Medicina da Universidade Federal do Rio de Janeiro, com especialização em cirurgia, obstetrícia e pediatria. No ano anterior à sua graduação, ascendeu ao conselho deliberativo do Instituto Nacional do Mate, onde permaneceu até 1942, quando assumiu o Posto de Saúde de Campo Grande. Nesse mesmo ano, o interventor Júlio Müller o nomeou prefeito de Ponta Porã, cargo mantido por três anos. Membro da UDN, fez carreia política em sua cidade natal, sendo eleito vereador em 1947 e prefeito em 1950. Também agropecuarista e jornalista, colaborou com os jornais Correio do Estado e O Estado de Mato Grosso, sendo vitorioso ao buscar um mandato de deputado federal em 1954, 1958 e 1962. O único revés de sua carreira ocorreu em 1955, quando disputou o governo de Mato Grosso. Com a vitória do Regime Militar de 1964, renovou o mandato de deputado federal pela ARENA em 1966 e obteve uma cadeira de senador em 1970.

## Suplente efetivado

### Italívio Coelho
Nascido em Rio Brilhante, o advogado Italívio Coelho formou-se na Universidade Federal do Rio de Janeiro. Eleito deputado estadual em Mato Grosso em 1947 via UDN, afastou-se da política ao final do mandato. Agropecuarista, foi presidente do Frigorífico Mato-Grossense, da Associação dos Criadores do Sul, vice-presidente da Associação das Indústrias de Campo Grande e também da Associação de Criadores de Santa Gertrudes. Como banqueiro e industrial, ocupou a vice-presidência do Banco Financial de Mato Grosso, sendo presidente da Financial Bragança e da Companhia Imobiliária do Oeste do Brasil. Irmão de Lúdio Coelho e cunhado de Saldanha Derzi, retornou à política ao eleger-se suplente de senador pela ARENA em 1970, assumindo o mandato em 6 de agosto de 1973, dias após a morte de Filinto Müller.

## Resultado das eleições para senador
Conforme os arquivos do Tribunal Superior Eleitoral foram apurados 397.073 votos nominais (73,04%), 130.988 votos em branco (24,09%) e 15.609 votos nulos (2,87%), resultando no comparecimento de 543.670 eleitores.
| Candidatos a senador da República | Candidatos a suplente de senador | Número | Coligação             | Votação | Percentual |
| --------------------------------- | -------------------------------- | ------ | --------------------- | ------- | ---------- |
| Filinto Müller ARENA              | Italívio Coelho ARENA            | -      | ARENA (sem coligação) | 170.365 | 42,91%     |
| Saldanha Derzi ARENA              | João Ponce de Arruda ARENA       | -      | ARENA (sem coligação) | 146.257 | 36,83%     |
| Plínio Martins MDB                | Vicente Bezerra Neto MDB         | -      | MDB (sem coligação)   | 80.451  | 20,26%     |
| Fontes:                           |                                  |        |                       |         |            |

## Deputados federais eleitos
São relacionados os candidatos eleitos com informações complementares da Câmara dos Deputados.

Representação eleita
  ARENA: 6

| Deputados federais eleitos | Partido | Votação | Percentual | Cidade onde nasceu | Unidade federativa |
| José Garcia Neto           | ARENA   | 32.390  | 12,80%     | Rosário do Catete  | Sergipe            |
| Ubaldo Barém               | ARENA   | 23.592  | 9,33%      | Ponta Porã         | Mato Grosso do Sul |
| Marcílio Lima              | ARENA   | 22.942  | 9,07%      | Campo Grande       | Mato Grosso do Sul |
| Emanuel Pinheiro           | ARENA   | 21.476  | 8,49%      | Cuiabá             | Mato Grosso        |
| Gastão Müller              | ARENA   | 17.325  | 6,85%      | Três Lagoas        | Mato Grosso do Sul |
| João da Câmara             | ARENA   | 14.741  | 5,83%      | Dourados           | Mato Grosso do Sul |
| Fontes:                    |         |         |            |                    |                    |

## Deputados estaduais eleitos
Segundo o Tribunal Superior Eleitoral a ARENA conquistou dezesseis vagas em disputa contra duas do MDB.

Representação eleita
  ARENA: 16
  MDB: 2

| Deputados estaduais eleitos | Partido | Votação | Percentual | Cidade onde nasceu | Unidade federativa |
| Maçao Tadano                | ARENA   | 10.476  |            | Cornélio Procópio  | Paraná             |
| Vicente Vuolo               | ARENA   | 10.436  |            | Cuiabá             | Mato Grosso        |
| Nelson Ramos                | ARENA   | 9.283   |            | Cuiabá             | Mato Grosso        |
| Benedito Canelas            | ARENA   | 8.987   |            | São Manuel         | São Paulo          |
| Oscar Soares                | ARENA   | 8.842   |            | Água Boa           | Mato Grosso        |
| Alexandrino Marques         | ARENA   | 7.970   |            | Guiratinga         | Mato Grosso        |
| Ruben Figueiró              | ARENA   | 7.408   |            | Rio Brilhante      | Mato Grosso do Sul |
| Valdomiro Gonçalves         | ARENA   | 7.381   |            | Paranaíba          | Mato Grosso do Sul |
| Ivo Cersósimo               | ARENA   | 6.767   |            | Pompeia            | São Paulo          |
| Levy Dias                   | ARENA   | 6.525   |            | Aquidauana         | Mato Grosso do Sul |
| Joaquim Nunes Rocha         | ARENA   | 6.438   |            | Tocantinópolis     | Tocantins          |
| Venício da Silva            | ARENA   | 6.421   |            | Rondonópolis       | Mato Grosso        |
| Antônio Lins                | ARENA   | 6.226   |            | Cuiabá             | Mato Grosso        |
| Afro Stefanini              | ARENA   | 6.056   |            | Campo Grande       | Mato Grosso do Sul |
| Carlos Albanese             | ARENA   | 6.043   |            | Nova Mutum         | Mato Grosso        |
| Londres Machado             | ARENA   | 5.826   |            | Rio Brilhante      | Mato Grosso do Sul |
| Cecílio Gaeta               | MDB     | 4.952   |            | Cuiabá             | Mato Grosso        |
| Cleómenes da Cunha          | MDB     | 4.244   |            | Campo Grande       | Mato Grosso do Sul |
| Fontes:                     |         |         |            |                    |                    |

## Eleições municipais
Houve eleições municipais em todo o estado embora Cuiabá, Aripuanã, Cáceres, Mirassol d'Oeste e Vila Bela da Santíssima Trindade tivessem seus prefeitos nomeados por serem áreas de segurança nacional nos termos da legislação vigente.